# Josep Ferrer i Ferrer
Josep Ferrer i Ferrer, també conegut com El Nen, (Barcelona, 1941) és un filòleg, escriptor i activista polític independentista català. Treballa als Serveis Lingüístics del Parlament de Catalunya.
L'any 1962 ingressà com a militant del Front Nacional de Catalunya (FNC), juntament amb Joan Josep Armet. Durant el seu pas pel FNC llogà un estudi a les Rambles, a prop del Gran Teatre del Liceu, que s'emprà com a amagatall per a l'organització. Just abans de consumar-se l'escissió al FNC, participà a Sant Just Desvern de la darrera reunió de militància jove predisposada a la separació orgànica, en la qual també hi foren presents Joan Josep Armet, Carles Castellanos, Rafael Castellanos i Carles-Jordi Guardiola. En conseqüència, esdevingué fundador i ideòleg del Partit Socialista d'Alliberament Nacional.
També fou membre de Nacionalistes d'Esquerres i la Crida a la Solidaritat. Fou secretari de redacció de la Gran Enciclopèdia Catalana (1965-1972) i autor de Per l'alliberament nacional i de classe (1978). L'any 1994 fou el ponent de la xerrada «La fundació del PSAN», en ocasió del cicle de conferències de l'exposició commemorativa al Palau Moja de Barcelona sobre el 50è aniversari de vida del FNC. També és soci de l'Assemblea Nacional Catalana.